# Alessio Manzoni
Alessio Manzoni (Crema, 10 de abril de 1987) é um futebolista italiano, que atua como meia. Atualmente, joga pelo Parma FC, emprestado pelo Atalanta BC.

## Títulos
Atalanta
- Série B: 1 (2005-06)